# Medenertilsterpolder
De Medenertilsterpolder is een voormalig waterschap in de provincie Groningen.
Het waterschap ontstond in 1876 en was het resultaat van de samenvoeging van drie molenpolders, te weten de Molenpolder van Beswerd, de Molenpolder van de weduwe H. Kuipers en de Molenpolder van de weduwe K.M. Wieringa.
Het besloeg een ruim gebied om de wierdes Fransum, Beswerd, Suttum en Hardeweer, ten westen van de Meedenerweg. In deze weg ligt de Medenertil over de Fransumetocht, waardoor al het water van het gebied doorstroomde, om zo'n 800 m oostelijker uit te monden in het Aduarderdiep. In deze watergang lag een sluis, die kort na de oprichting is opgeruimd, omdat deze vanwege de afsluiting van het Reitdiep in 1877 in niet meer nodig was.
Waterstaatkundig gezien ligt het gebied sinds 1995 binnen dat van het waterschap Noorderzijlvest.